# Figurillas de terracota griegas

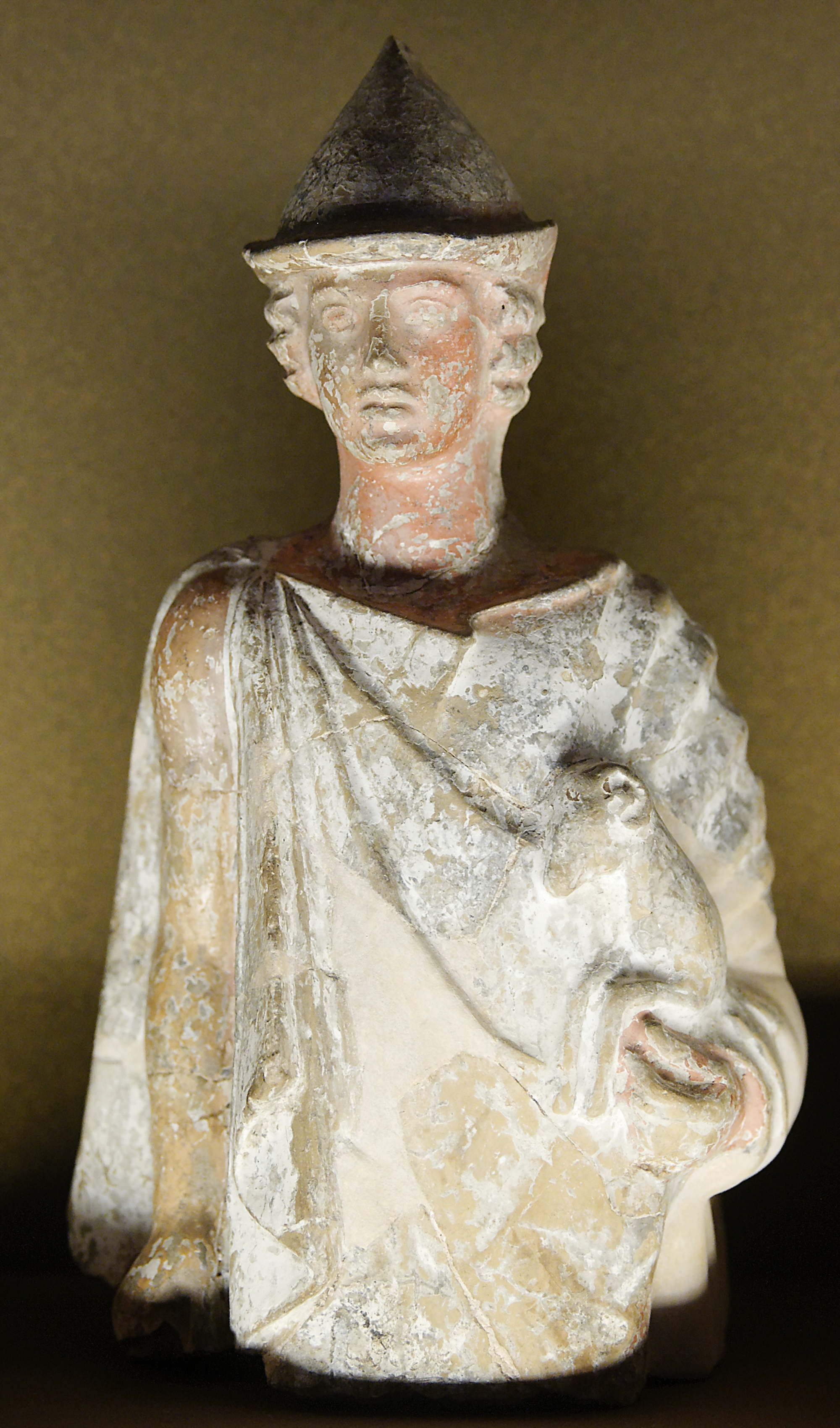
Hermes Crioforo (?), figurilla de terracota beocia, c. 450 a. C., Louvre.

Las figurillas de terracota son un modo de expresión religiosa y artística hallado con frecuencia en la Antigua Grecia. Baratas y fáciles de producir, estas figurillas eran abundantes y proveen un testimonio invaluable acerca de la vida cotidiana y la religión de los antiguos griegos.

## Técnicas de manufactura

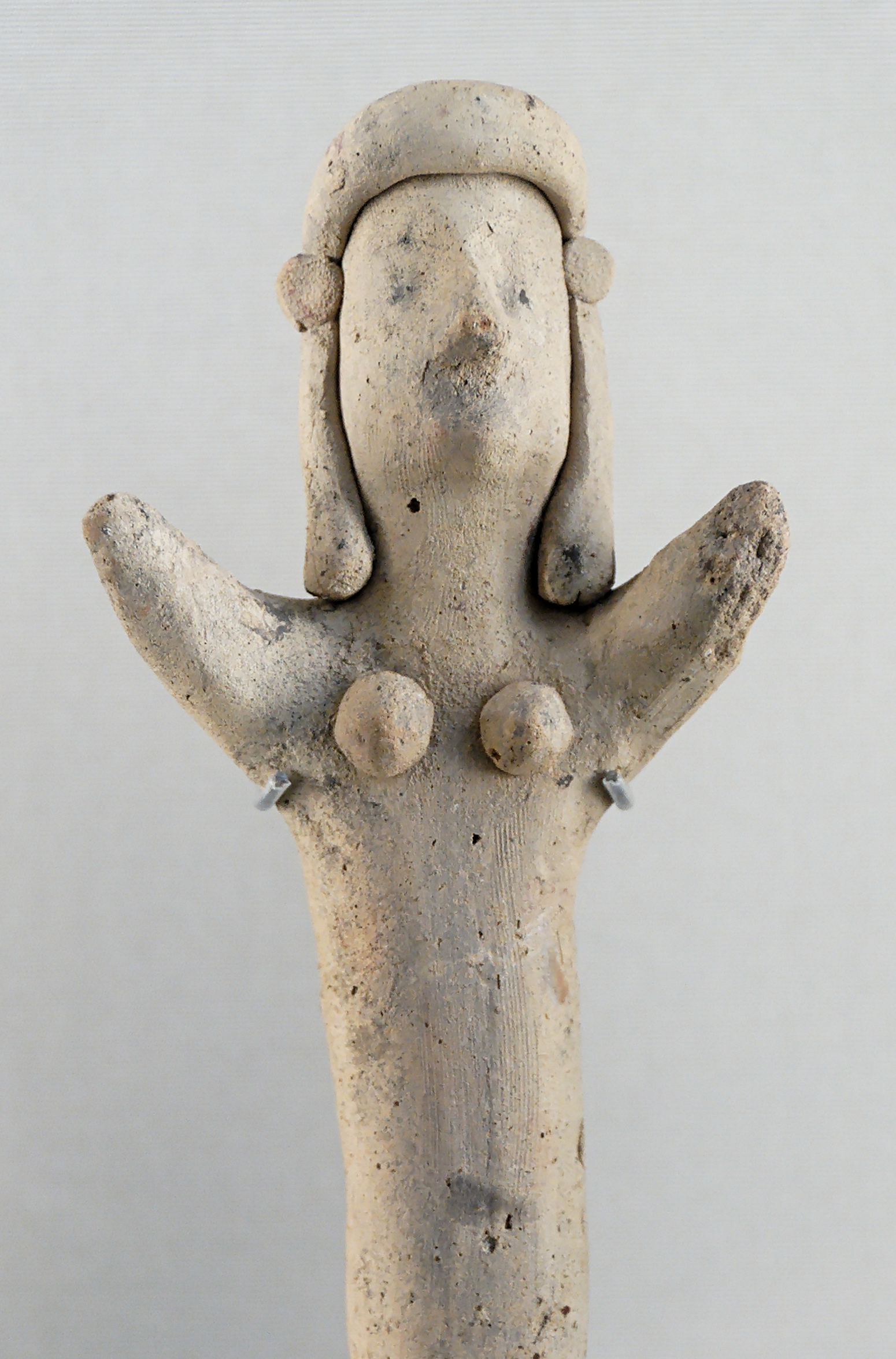
Mujer con los brazos alzados, ofrenda funeraria típica, Chipre, siglo VII a. C.

### Modelado
El modelado es la técnica más común y simple, también utilizada para la creación de bronces: los prototipos eran hechos de arcilla. Los trabajos pequeños se trabajaban directamente con las manos. Para los modelos más grandes, el coroplasta (o κοροπλάθος/ koropláthos, manufacturador de las figurillas) presionaba pelotitas o bolas de arcilla contra un objeto de madera.

### Moldeado

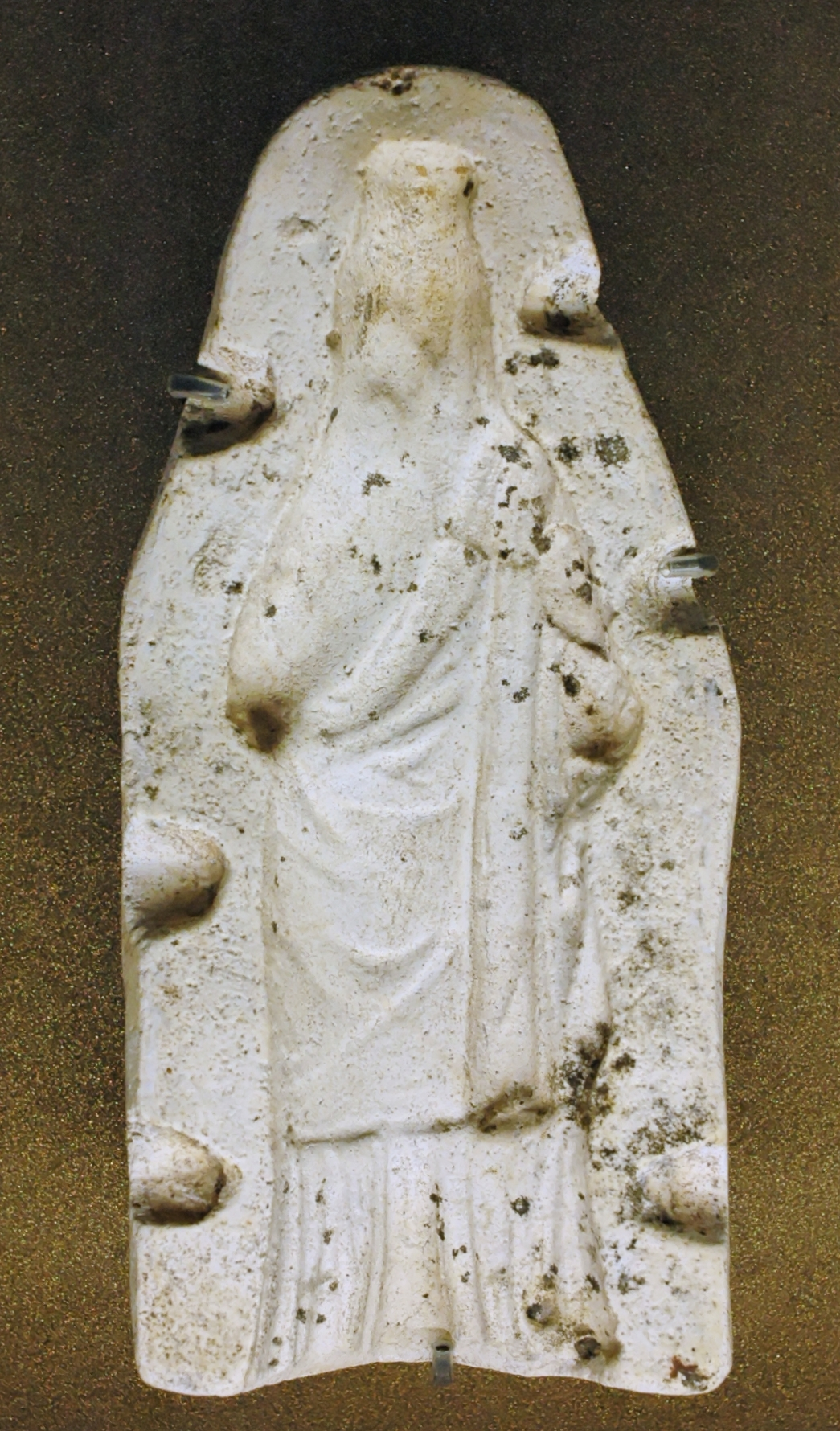
Molde de yeso del reverso de una figurilla de Deméter-Isis.

El molde se obtenía aplicando una capa de arcilla o yeso sobre el prototipo. Los moldes sencillos (utilizados por los griegos continentales hasta el siglo IV a. C.) se secaban sencillamente. Los moldes bivalvulares, cuya idea había sido tomada de los egipcios por los griegos insulares, debían ser cortados para obtener un anverso y un reverso, con los que suelen asociarse “puntos clave”, es decir protuberancias que permitían unir mejor ambas partes. Cuando la pieza era complicada, con proyecciones importantes brazos, piernas, cabeza, vestimenta), el artesano podía dividir el molde en pequeñas partes; luego, la pieza se secaba.
La segunda fase consistía en aplicar una capa de arcilla dentro del molde, al cual podían hacérsele cortes de antemano para lograr el efecto de un relieve. El grosor de la capa de arcilla variaba según el tipo de objeto que debía realizarse. Ambas partes del molde se unían y, luego, el objeto era desmoldado y el artesano podía proceder a realizar los últimos toques que, generalmente, consistían en alisar el lugar de unión de los moldes. Además, el artesano hacía una pequeña abertura, un agujero de ventilación que permitiese salir el vapor durante la cocción. La ventilación también podía ser empleada para ensamblaje, permitiendo intervenir dentro de la pieza. Así, los miembros eran unidos al torso, ya sea pegándolos con barbotina (arcilla mezclada con agua) o mediante un ensamble de tipo caja y espiga.

### Cocción y acabado
Finalmente la pieza es cocida en el kiln, a temperaturas que oscilan entre los 600 y 800 °C. El kiln era el mismo que usaban los alfareros. El engobe podía aplicarse una vez que la figurilla había sido cocida. En ocasiones, el engobe podía cocerse a baja temperatura. En sus comienzos, la gama de colores disponibles era bastante reducida: rojo, amarillo, negro y azul. A partir del período helenístico, se agregaron el anaranjado, rosa malva y verde. Los pigmentos se obtienen de tintes minerales: ocre para el amarillo y el rojo, carbón para el negro, malaquita para el verde, etc.

## Funciones

### Religiosa

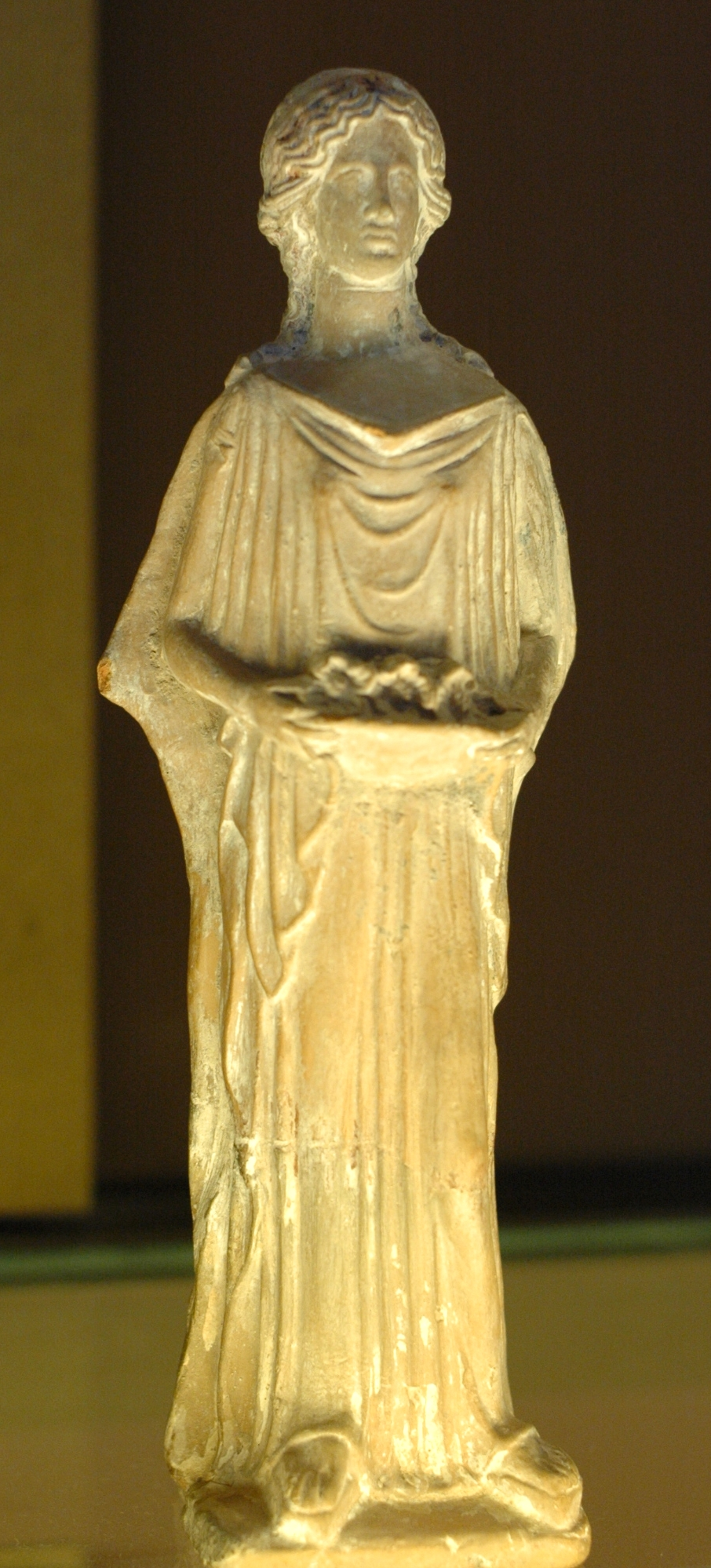
Mujer portando ofrendas, figurilla arcaica del Peloponeso.

Gracias a su bajo costo, las figurillas eran perfectas ofrendas religiosas. Este era, en realidad, su propósito fundamental, siendo el aspecto decorativo algo secundario. Esto explica el motivo por el cual los templos griegos albergaban grandes cantidades de votivos y figurillas funerarias, y la razón de que casi no exista documentación al respecto.
Las figurillas pueden presentar trazos identificatorios. Ciertamente, sus atributos posibilitan reconocer a determinados dioses de un modo incuestionable (por ejemplo, el arco por Artemisa). Incluso algunas clases de estatuillas corresponden a una forma precisa de adoración relacionada con una divinidad específica. Sin embargo, en ocasiones, los "dioses visitantes" complican la cuestión: estas son figurillas dedicadas a un dios que no pertenece a ese santuario. Además, la gran mayoría de las figurillas simplemente representan a una mujer erguida, sin ningún atributo. Estas últimas figurillas eran ofrendadas en todos los santuarios, independientemente de la divinidad que allí se adorara.
El regalo de figurillas acompañaba a cada momento de la vida cotidiana. Durante el embarazo, las futuras madres tenían la previsión de ofrendar una figurilla a Ilitía, diosa de la maternidad: la estatuilla representaba a una mujer en cuclillas, en trabajo de parto, según la práctica oriental. Ciertas estatuillas incluían una pequeña cavidad que tenía por propósito recibir figurillas más pequeñas que representaban a sus bebés. Durante las primeras etapas de la infancia, las personas entregaban figurillas de niños en cuclillas, una representación de origen oriental que llegó a Grecia por medio de Rodas y Chipre. Los así llamados "niños del templo" parecían proteger a los niños. También podía encontrarse representaciones similares en las tumbas. Estas figurillas eran de tamaños variables, tal vez para indicar la edad del niño fallecido. Era habitual sepultar a los muertos junto con objetos de uso cotidiano: joyas, peines y figurillas para las mujeres; armas y estrígiles para los hombres; figurillas y juguetes para los niños. A menudo, las figurillas se rompían a propósito antes de ser colocadas dentro de la tumba.
Con frecuencia, las figurillas de terracota podían comprarse en la entrada a los santuarios. Estas eran las ofrendas de la gente común, los que no podían permitirse entregar objetos más valiosos. También solían reemplazar a las ofrendas en especies, como animales y comida. Las mismas eran colocadas en los bancos de los templos o cerca de la estatua de culto; también podían ser depositadas en sitios de adoración que estuvieran en espacios abiertos: en Fedro, Sócrates reconoce un arroyo sagrado luego de ver las figurillas que se hallaban en el suelo. Las figurillas eran ofrecidas para pedir favores a un dios o en agradecimiento. Cuando las figurillas en un templo eran demasiado numerosas, eran arrojadas en un "vertedero sagrado". En ese caso, se las solía romper para evitar que fuesen recuperadas.

### Lúdica y decorativa

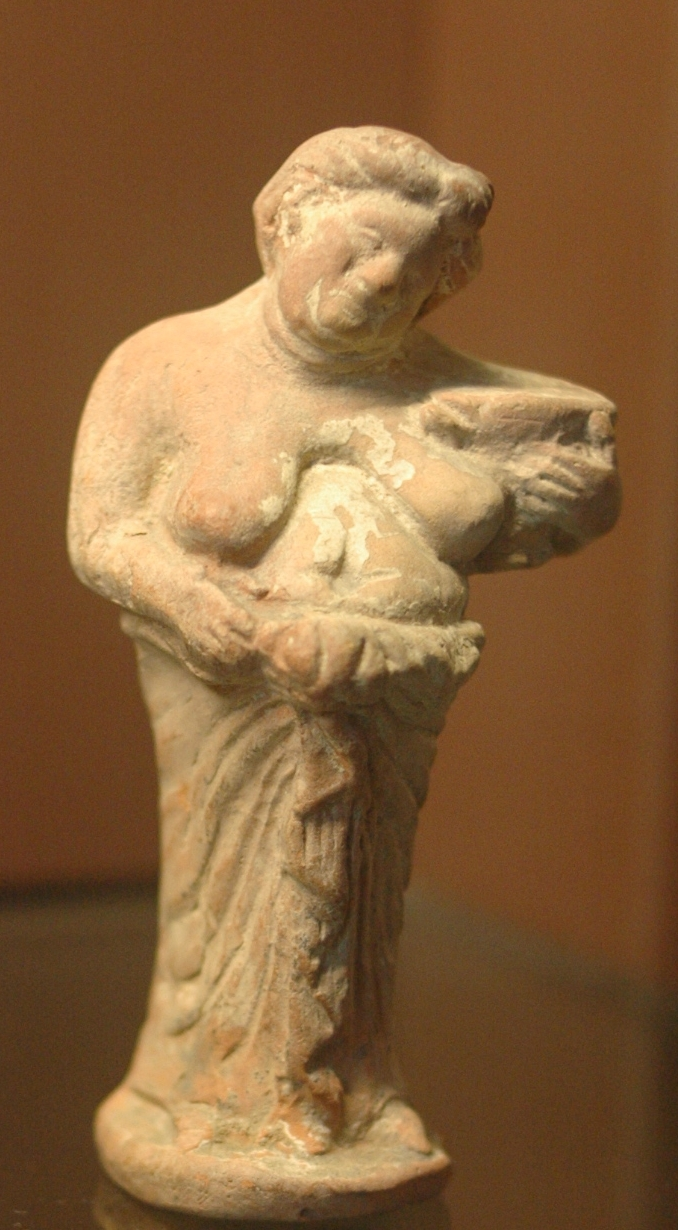
Grotesco, 350-300 a. C.

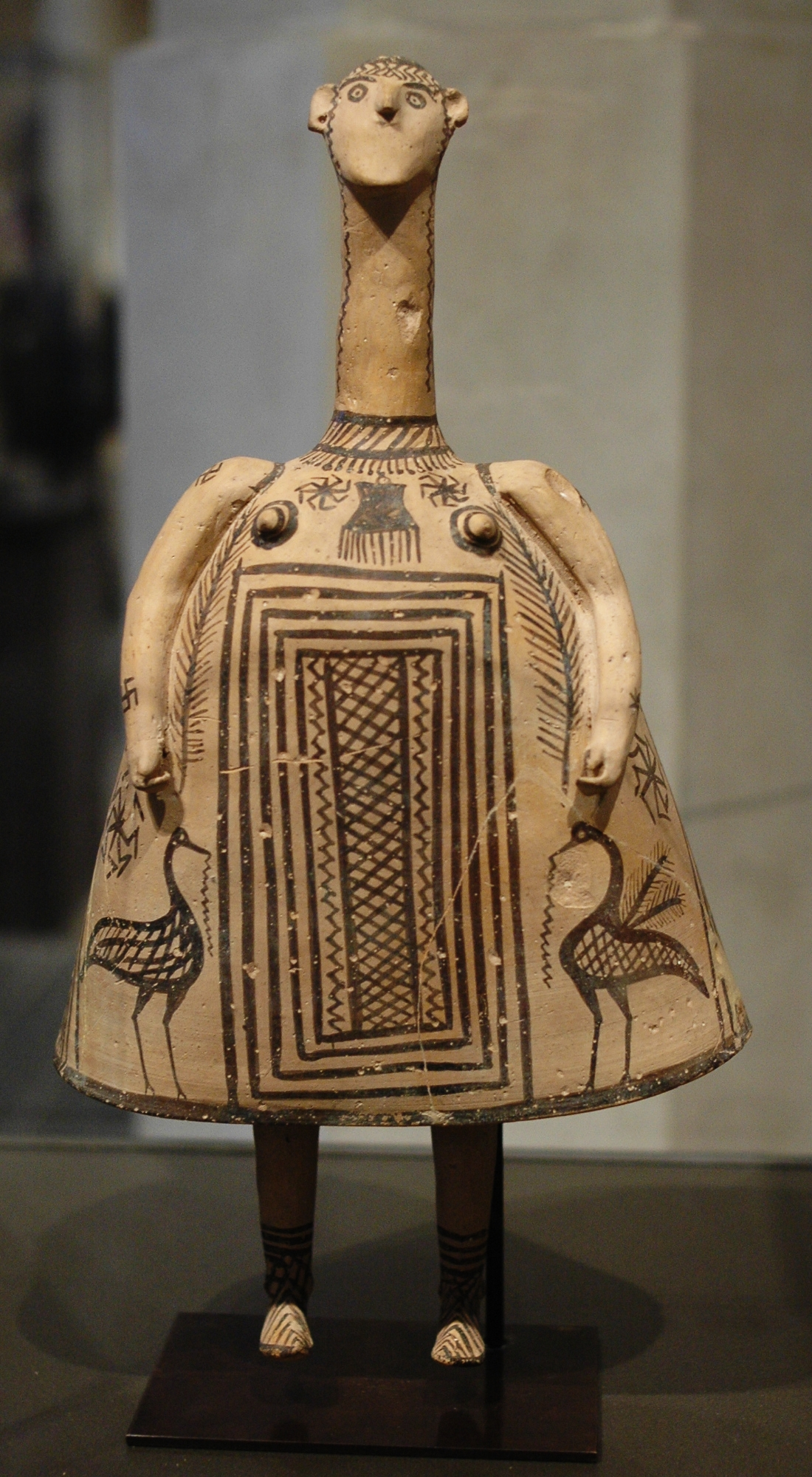
Ídolo-campana tebano, siglo VII a. C.

Luego del siglo IV a. C., las figurillas adquirieron una función decorativa. Fue así que comenzaron a representar a personajes teatrales: el esclavo, el campesino, la enfermera, la mujer gorda, el sátiro del drama satírico, etc. Los rasgos de las figurillas eran exagerados y distorsionados. Llegado el período helenístico, las figurillas se convirtieron en grotescos: seres deformes con cabezas desproporcionadas, pechos hundidos o estómagos prominentes, jorobados y calvos. Los grotescos fueron una especialidad de la ciudad de Esmirna, aunque también fuesen realizados en otras partes del mundo griego, por ejemplo en Tarsos o Alejandría.
Finalmente, la terracota también era empleada para fabricar muñecos y otros juguetes para los niños. Pueden encontrarse figurillas articuladas o caballitos, fáciles de manipular por manos pequeñas. En ocasiones, resulta difícil determinar la naturaleza de un figurilla, tales como los extraños "ídolos-campana" de Beocia, que aparecieron a fines del siglo VIII a. C. Estos poseían un cuello largo y cuerpos desproporcionados, cilíndricos y con forma de torno. Sus brazos estaban atrofiados y las piernas podían moverse. Por último, la cabeza estaba perforada para poder colgarlos. No está claro si tales objetos eran juguetes u ofrendas votivas.